# Viktor Adolf Malý
Viktor Adolf Malý (18. července 1895 Královo Pole – 17. března 1950 Královo Pole) byl český úředník a protinacistický odbojář.

## Život

### Před druhou světovou válkou
Viktor Adolf Malý se narodil 18. července 1895 v Králově Poli v rodině dělníka Adolfa Malého a Františky, rozené Gromešové, jako druhé z jejich devíti dětí. V roce 1916 byl povolán do c. a k. armády, po skončení první světové války a vzniku Československa přešel do armády nově vzniklého státu, ve které setrval do konce října 1919. V srpnu téhož roku se oženil s Marií Böhmovou, manželům se v roce 1935 narodila dcera Marie a v roce 1938 syn Viktor. Pracoval jako úředník v Úrazové pojišťovně na brněnském Kolišti. V roce 1933 vstoupil do Československé strany lidové, vykonával funkci pokladníka ve sportovní organizaci Orel. Z důvodu onemocnění přišel o jedno oko a byl nucen používat oční protézu.

### Druhá světová válka
V roce 1942 vstoupil Viktor Adolf Malý do protinacistického odboje v sokolské organizaci Jindra. Jeho skupina se připravovala na ozbrojené povstání a snažila se získávat zbraně. V případě úspěchu povstání bylo jejím úkolem obsazení veřejných budov a zajištění pořádku. Velitelem skupiny Josef Čurda byl 19. června 1944 zatčen gestapem, následně byl 14. srpna téhož roku zatčen v budově Úrazové pojišťovny i Viktor Adolf Malý. Vězněn a vyslýchán byl v brněnských Kounicových kolejí, dne 7. prosince 1944 byl převezen do Breslau, odkud byl 22. ledna 1945 přesunut před postupující Rudou armádou do Waldheimu. Zde byl 7. května 1945 Rudou armádou osvobozen.

### Po druhé světové válce
Viktor Adolf Malý se vrátil do Československa 13. května 1945, v té době vážil 51 kilogramů. Jako následkem věznění trpěl srdeční vadou, díky které mu byla uznána 45 procentní invalidita. Byl nápomocen Ivaně Berkové ve snaze o navrácení ostatků jejího manžela Eduarda Berky, se kterým byl vězněn v Breslau, a dalších spoluvězňů do vlasti. Zemřel 17. března 1950 na infarkt ve svém domě v Králově Poli.